# Ingeniero Luiggi
Ingeniero Luiggi é um município da província de La Pampa (província), na Argentina.